# Scent of a Woman
 Scent of a Woman és una pel·lícula americana de Martin Brest estrenada el 1992.

## Argument
En un estat de l'est dels Estats Units, Charles, un estudiant pobre i tímid originari d'Oregon és scholar on the foundation  (becari) al col·legi de Baird, establiment molt car i d'upa que prepara els fills de família de l'establishment  a entrar a la prestigiosa Universitat Harvard. Per aconseguir el preu del seu viatge a Oregon per a les pròximes vacances de Nadal, Charles fa de bibliotecari, efectua petits treballs... Contesta a una demanda de serveis: es tracta d'atendre una persona «de mobilitat restringida» durant el cap de setmana d'Acció de gràcies. De fet, es tracta d'una família que vol marxar de casa seva per escapar durant alguns dies a la cohabitació amb l'oncle de la dona. Aquest oncle és el Tinent-coronel Slade, jubilat, cec, incontrolable de manera passable i carburant amb Jack Daniel's. Va tenir la seva hora de glòria com a oficial de comandos a la Guerra del Vietnam, després com a agent dels serveis secrets sota el president Johnson, i ha fet aparentment seves les maneres brutals i el llenguatge obscè del successor de J F. Kennedy.
Des que la família ha marxat, Slade revela a Charles, de pedra, que té els seus propis plans pel cap de setmana d'acció de gràcies i embarca de seguida el seu jove guarda cap a Nova York. A l'avió, Slade revela a Charles que és un womanizer  (un corredor), que per a ell res no val la dona, de la qual analitza els perfums, i que celebra en una peroració lírica inspirada del Càntic dels Càntics. Va al Waldorf Astoria, on es fa tallar dos vestits a mida i sobre el terreny, i endavant la gran vida: Limusina, restaurant gran luxe (l'Oak Room  del Plaza Hotel, on engepona una jaqueta a Charles, en pullover i terroritzat per veure que una hamburguesa amb fregides val aquí 24 dòlars... El coronel estima les dones refinades, i a falta de veure-les, les escull pel nas, que té molt fi (d'aquí el títol anglès, Scent of a Woman ). Vestit de nou i acompanyat del seu escorta, ret visita al seu germà gran, i pertorba completament el ritual àpat d'acció de gràcies, durant el qual la cohesió familiar s'hauria d'expressar i les diferències abolir-se... Després, en una escena destacable, al bar-saló de ball de l'hotel de gran luxe (després haver dit al cambrer que Charles és el seu fill, que té 23 anys, i que se li pot doncs servir una cervesa...) arrossega en un tango enlluernador (Por una Cabeza composta per Carlos Gardel) una encisadora desconeguda, que ha escollit identificant la subtil fragància del seu sabó de bany... Slade fascina el jove Charles, que es deixa iniciar a la vida de flambeur...

Però descobreix un matí el coronel, en ple accés depressiu, la seva pistola Colt 45 carregada a la mà, que parla fotre’s un tret al cap. El dissuadeix proposant-li un passeig amb cotxe. A l'agència Ferrari més propera, Slade impressiona i sedueix el venedor (
| « | Em diuen Fantasma Gris a mi també... | » |

), li esmuny 2.000 dòlars per obtenir l'autorització de provar un dels models exposats, i els heus aquí en un Ferrari Barchetta, un cabriolet rutilant. Charles condueix a poc a poc. El pla següent ens mostra coronel al volant, seguint les indicacions de Charles, que després de sobte fa rugir el motor i que llança el bòlid pels carrers grisos, rectilínis i deserts del Bronx. Aconsegueix que Charles el guiï per girar a les cruilles, fent grinyolar els pneumàtics patinant. Però la sirena d'un cotxe de policia els obliga a parar-se. (
| « | Jo parlaré | » |

) li diu Slade a Charles; intenta enganyar el policia presentant el jove home com 
| « | el seu fill, un amant de la velocitat, massa jove per conduir ell mateix i que li ha demanat que empenyi una mica... | » |

, i parlant del Vietnam al policia de la carretera, que els deixa després de consells de moderació.
Després d'aquestes proeses, seguits per l'estudiant amb una impotència aviat febril, aviat divertida, aviat angoixada, el coronel, que ha omplert els seus objectius, torna a l'hotel i envia Charles a Dunhill perquè li compri dos cigars. Charles, mogut per un pressentiment, entra ràpidament a l'hotel, i descobreix el coronel que s'està posant el seu uniforme de gala: prepara la seva arma per suïcidar-se. Charles aconsegueix encara dissuadir el coronel de matar-se.
Però el jove arrossega també una altra immensa preocupació: ha de comparèixer davant un consell de disciplina especial i, o bé denunciar els seus tres companys d'estudis que han ridiculitzat el headmaster  (director) del col·legi, o bé oblidar el seu futur, a les mans d'aquest director que havia intentat d'altra banda comprar Charles: la seva inscripció a Harvard a canvi dels noms dels culpables.
Deixant per més tard el seu suïcidi, el coronel porta l'estudiant esdevingut amic seu al campus de Baird, i li diu adéu. Charles no té més que el temps de preparar-se per enfrontar-se al consell de disciplina, reunit davant tota l'escola al complet. Està sol de cara al headmaster  hipòcrita i vindicatiu, que aixafa Charles i reclama la seva exclusió, exonerant als hereus de les dinasties afortunades que financen l'escola. Però de sobte el coronel apareix, i agafa la defensa de Charles. Amb aplom, segur de la seva experiència de conductor de joves a la Guerra del Vietnam, recorda a la futura elit intel·lectual, econòmica i social d'Amèrica (i als seus formadors) el valor de la integritat i de l'honestedat. Obté l'absolució de Charles, i la semicondemna (a benefici del dubte) dels culpables. Després de la marxa triomfal de l'absolt i del seu defensor (que sedueix de passada la jove professora d'història, entusiasmada per la seva advocació...) pel campus, els últims plans ensenyen la tornada del coronel a casa seva: tiba la mà als seus nebots i a nebodes, i els ofereix fer les paus.

## Repartiment
- Al Pacino: El Tinent coronel Frank Slade
- Chris O'Donnell: Charles « Charlie » Simms
- James Rebhorn: M. Trask
- Philip Seymour Hoffman: George Willis, Jr.
- Gabrielle Anwar: Donna
- Richard Venture: W.R. Slade
- Bradley Whitford: Randy Slade
- Rochelle Oliver: Gretchen
- Tom Riis Farrell: Garry
- Nicholas Sadler: Harry Havemeyer
- Todd Louiso: Trent Potter
- Ron Eldard: l'oficial Gore
- June Squibb: Sra. Hunsaker

## Premis i nominacions

### Premis
- 1993: Oscar al millor actor per Al Pacino
- 1993: Globus d'Or a la millor pel·lícula dramàtica
- 1993: Globus d'Or al millor actor dramàtic per Al Pacino
- 1993: Globus d'Or al millor guió per Bo Goldman

### Nominacions
- 1993: Oscar a la millor pel·lícula
- 1993: Oscar al millor director per Martin Brest
- 1993: Oscar al millor guió adaptat per Bo Goldman
- 1993: Globus d'Or al millor actor secundari per Chris O'Donnell
- 1994: BAFTA al millor guió adaptat per Bo Goldman

## Al voltant de la pel·lícula
Scent of a Woman és el remake de la pel·lícula italiana  Profumo di donna  de Dino Risi el 1974, amb Vittorio Gassman, segons la novel·la de Giovanni Arpino, Il buio e il miele.